# 浄蓮寺 (埼玉県東秩父村)
浄蓮寺（じょうれんじ）は、埼玉県秩父郡東秩父村にある日蓮宗の寺院。

## 歴史
1288年（正応元年）、大河原光興の開基である。大河原氏は当地を所領とする豪族で、日蓮の高弟「日蓮宗六老僧」の一人である日朗を招聘して寺を創建した。
天文年間（1532年 - 1555年）、松山城の城主上田朝直は、病気に罹り臥せっていた。そんな朝直に、ある夜「当寺で病気平癒の祈願をすれば治る」旨の霊夢を見た。朝直は使者を当寺に向かわせて祈願させたところ、たちどころに治った。この霊験を目の当たりにした上田一族は日蓮宗に改宗し、当寺の檀家になったという。
当寺には、埼玉県の文化財に指定されている七基連立の板石塔婆（板碑）がある。「文禄四年（1595年）」と彫られており、板碑造立最末期のものである。

## 文化財
- 木造誕生釈迦仏立像（埼玉県指定有形文化財 昭和38年3月29日指定）[4]
- 銅鐘（埼玉県指定有形文化財 昭和39年3月27日指定）[5]
- 板石塔婆（七基連立）（埼玉県指定有形文化財 昭和40年3月16日指定）[6]
- 上田朝直墓（埼玉県指定史跡 昭和5年3月31日指定）[7]

## 交通アクセス
- 嵐山小川ICより車21分。